# Репоярви
Репоярви — пресноводное озеро на территории сельского поселения Алакуртти Кандалакшского района Мурманской области.

## Общие сведения
Площадь озера — 1,2 км². Располагается на высоте 352,0 метров над уровнем моря.
Форма озера продолговатая: оно более чем на два километра вытянуто с севера на юг. Берега изрезанные, каменисто-песчаные, местами заболоченные.
Из северной оконечности Репоярви вытекает безымянный водоток, впадающий с левого берега в реку Ватсиманйоки, впадающую в реку Тунтсайоки (реку Тумчу в верхнем течении). Тумча впадает в Тумчаозеро, которое соединяется с Сушозером. Через последнее протекает река Ковда, впадающая, в свою очередь, в Белое море.
В озере расположено не менее трёх небольших безымянных островов, рассредоточенных по всей площади водоёма.
Населённые пункты, а также автомобильные дороги вблизи водоёма отсутствуют.
Код объекта в государственном водном реестре — 02020000511102000001038.